# Hipertext
Un hipertext este un text afișat pe un monitor de computer sau pe alte dispozitive electronice,  cu referințe (hiperlinkuri) către alt text pe care cititorul poate imediat să-l acceseze, sau cu referințe ce  pot dezvălui în mod progresiv textul, pe mai multe niveluri de detaliu (așa numitele texte Stretch, texte dilatate).
Hipertextul este un concept inventat de Ted Nelson în 1965 în articolul „Complex information processing: a file structure for the complex, the changing and the indeterminate”. Acesta îl definește ca: „material scris sau grafic interconectat într-o manieră complexă, care în mod convențional nu poate fi reprezentat pe hârtie”. Principala aplicație actuală a hipertextului este World Wide Web-ul alături de noțiunile asociate HTTP și HTML.

## Istoric
Ideea acestui concept este mai veche, apărând și într-un articol al lui Vannevar Bush din iulie 1945 „As We May Think” publicat în periodicul The Atlantic Monthly. În acest articol autorul își imagina un dispozitiv numit Memex, un birou mecanic, interconectat cu o arhivă de microfilme și capabil să redea diferite cărți, scrieri sau orice document dintr-o bibliotecă, ba chiar să urmeze automat referințe dintr-o pagină într-o altă pagină. Acest articol l-a inspirat însă și pe Douglas Engelbart în dezvoltarea și prezentarea în 1968 a sistemului NLS (oNLine System), prima utilizare efectivă a conceptului de hipertext. De altfel sistemul NLS încorpora multe concepte moderne ca : mausul (invenție a lui Engelbart împreună cu Bill English), monitor video, organizare informațională pe bază de relevanță, ferestre multiple pe un ecran, etc.

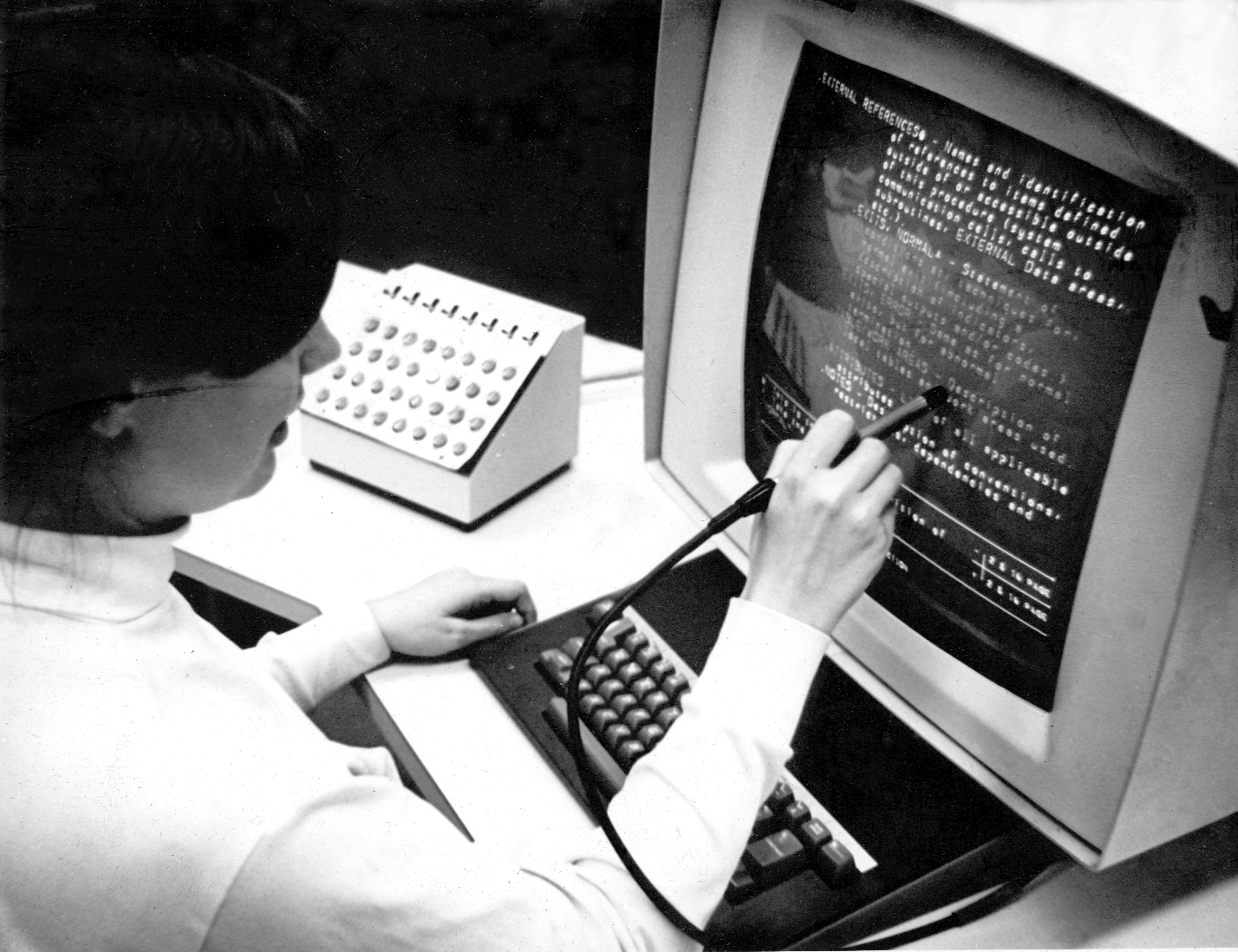
Consolă pentru Hypertext Editing System (HES) de la Brown University, octombrie 1969

Primul proiect hipertext imaginat de Ted Nelson încă din 1960 s-a numit Project Xanadu, în onoarea poemului Kubla Khan de Samuel Taylor Coleridge. Acest proiect nu a fost niciodată terminat, dar a determinat apariția multor concepte moderne și a avut la un moment dat chiar suportul financiar al companiei Autodesk.
În schimb, lucrând împreună cu Andries van Dam la Brown University în 1967, Ted Nelson definitivează Hypertext Editing System, un proiect ce rula pe mainframe-ul IBM System/360-50 și care încorpora câteva concepte de bază ale hipertextului. O altă aplicație software, apropiată de hipertext, a fost și HyperCard, scrisă de Bill Atkinson, dar ceea ce a determinat succesul sistemului hipertext a fost realizarea de către Tim Berners-Lee a conceptului de World Wide Web.

## Concepte și definiții
Plecând de la definiția lui Nelson, conceptul a evoluat, iar definițiile hipertextului s-au înmulțit : 
- o formă de document electronic, o metodă de organizare a informațiilor în care datele sunt memorate într-o rețea de noduri și legături, putând fi accesată prin intermediul programelor de navigare interactivă, și manipulată de un editor structural.
- tehnică pentru organizarea informației textuale printr-o metodă complexă neliniară, în vederea facilitării explorării rapide a unei mari cantități de cunoștințe.
- mod de construcție a unui sistem de management și reprezentare a informației folosind legături pentru a crea o rețea de noduri.

Conceptul de bază în definirea hipertextului este "legătura" (link-ul), fie în cadrul aceluiași document, fie către alt document. Legătura de tip link permite organizarea nelineară a informațiilor. Un sistem hipertext permite autorului său să creeze așa-numite "noduri", să le lege între ele, iar unui cititor navigarea de la un nod la altul. Astfel un nod reprezintă un concept putând conține orice fel de informație: text, grafică, imagini, animații, sunete, etc. Nodul sursă al unei legături se numește "referință" iar cel destinație "referent" sau ancoră, punctele de legătură din respectivele noduri fiind marcate. Activarea marcajelor unei legături duce la vizualizarea nodurilor. Asocierea cu unele elemente mediale a dus la extinderea noțiunii de hipertext către termenul hipermedia. 
Legăturile sunt conexiuni între noduri (sau concepte) dependente unul de altul, putând fi clasificate ori ca "bidirecționale", ori ca "unidirecționale". Lor li se pot asocia anumite tipuri (ca de ex. legătură de specificare, de elaborare, legătura membru, legătură de opoziție etc.), definind  astfel natura relației dintre noduri. Legăturile pot fi de asemenea referențiale (pentru realizarea referințelor încrucișate) sau ierarhice (ilustrând relațiile părinte-copil dintre noduri, ex. XML) . În funcție de momentul creării legăturile pot fi : statice (definite de autor în momentul redactării) sau dinamice (generate în momentul rulării hipertextului și dependente de context). De asemenea unele legături pot avea asociate diferite comportamente în funcție de context. Spre exmplu, la traversarea unei legături se poate deschide sursa unui document (dacă acțiunea asociată este de tipul "deschide sursa") sau se poate afișa acel document (dacă acțiunea asociată este "deschide documentul formatat").

### Hipermedia
Hipermedia s-a dezvoltat prin îmbogățirea cu elemente de multimedia a structurii hipertext, în care se pot insera legături (linkuri) către elemente video, audio, grafice sau de text. Hipermedia desemnează o rețea de texte și medii de natură diferită, ca noduri informaționale interconectate, prin care utilizatorul se poate deplasa cu ușurință,  punctând cu mouse-ul o succesiune de legături în urmărirea unei anumite idei. Tehnicile hipertext și hipermedia sunt caracterizate prin capacitatea pe care o oferă utilizatorului de a accesa informația, de a „naviga” în interiorul documentelor într-o manieră intuitivă datorită legăturilor. 

## Coerența documentelor
Pentru a putea fi înțelese și reprezentate corect mental, documentele hipertext ar trebui să fie coerente. De aceea unii teoreticieni (Thuring, Rao sau Conklin) au stabilit pentru un document coerent următoarele secțiuni : "conținut", "organizare" și "prezentare" :
- Partea de conținut este alcătuită din obiecte purtătoare de informație, noduri conținut care conțin date sau legături de tip conținut care fac conexiuni între nodurile conținut pe baza unor relații. De asemenea, nodurile conținut pot fi ierarhizate pe mai multe nivele în funcție de informația prezentată.
- Partea de organizare structurează documentul hipertext din perspectiva cititorului. Nodurile de structură organizează nodurile conținut și legăturile de tip conținut. Astfel de noduri pot fi: de secvență prin care cititorul poate fi constrâns să urmărească o anumită secvență de noduri, sau de explorare, oferind posibilitatea de a explora rapid tot documentul. În mod asemănător legăturile pot fi de secvență sau de explorare.
- În fine, partea de prezentare este utilă în vizualizarea documentului și a stucturii, oferind eventual și modalități comode de navigare. Prezentarea poate fi: textuală, afișându-se conținutul unor noduri, grafică, prin prezentarea structurii documentului, sau și combinată.

## Modele
Există câteva modele de implementare a unui sistem hipertext cum ar fi: Hypertext Abstract Machine (HAM), Hypermedia Design Model (HDM), "Modelul Dexter", "Modelul Trellis" sau "Modelul Tower". De asemenea, datorită complexității la care pot ajunge sistemele hipertext, sunt definite câteva metode de realizare a unor structuri hipertext: "Metafora cărții tipărite", "Structura lineară cu salturi", "Structura ierarhică" sau "Structura semantică".
Modalitatea de stocare a informației diferă de la un sistem la altul, dar de obicei se folosesc limbajele de marcare HTML sau MHEG, pentru a asigura independența de platforma hardware sau software pe care sunt implementate.